# Gullringen, Helsingfors
Gullringen (finska: Sormuspaasi) är en klippa i Finland.   Den ligger i kommunen Helsingfors i den ekonomiska regionen  Helsingfors  och landskapet Nyland, i den södra delen av landet, 14 km sydost om huvudstaden Helsingfors.
Terrängen runt Gullringen är mycket platt.  Närmaste större samhälle är Helsingfors, 13,6 km nordväst om Gullringen. 